# Tripanurga villipes
Tripanurga villipes är en tvåvingeart som först beskrevs av Wulp 1895.  Tripanurga villipes ingår i släktet Tripanurga och familjen köttflugor. Inga underarter finns listade i Catalogue of Life.